# Idea theia
Idea theia är en fjärilsart som beskrevs av Hans Fruhstorfer 1903. Idea theia ingår i släktet Idea och familjen praktfjärilar. Inga underarter finns listade i Catalogue of Life.